# 劉国梁
劉 国梁（りゅう・こくりょう、リュウ・グォリャン、英: Liu Guoliang, 中: 刘国梁, 1976年1月10日 - ）は、中華人民共和国・河南省新郷市生まれの元卓球選手、指導者。かつて中国卓球協会会長を務めていた。

## 経歴
河南省出身。選手時代は1999年の世界選手権で優勝、さらに1996年アトランタオリンピックでは男子シングルス、ダブルスで金メダルを獲得し、90年代の卓球界をリードした。
2002年に現役引退後、卓球中国代表のコーチに就任し、翌年には総監督に昇進した。その後10年以上に渡り総監督を務めていたが、2017年6月に総監督の職から退き、中国卓球協会の副会長についた。翌年の2018年12月1日には、蔡振華の後任として同協会の会長に選出された。2025年4月23日をもって退任、後任は王励勤。

## プレースタイル
「サービスは第一の攻撃」という理念を持ち、特にサービス技術に優れていた。戦型は中国伝統の表ソフト速攻型に裏ソフトラバーでの裏面打法を混ぜたものであった。3球目のために戻りを早くするために、右足を上げて勢いをつけ、そのまま身体を90度回転させるという独特のフォームからサーブを放ち、裏面でのフォアサービスも使用していた。また状況によって短いトスのサーブと投げ上げるサーブを使い分ける。フォアハンドは、ドライブからスマッシュに結びつけるというスタイルで、表ソフトでありながらも回転量の多いドライブを打つ力も持っていた。バックハンドはショートをベースにしながら、状況に応じて裏面打法と表面でのスマッシュを使う。裏面打法のパイオニアでもあるが、馬琳、王皓のとは違い主にプッシュとループドライブに対するハーフボレーを多用した。なお、フォアハンドを反転せずに裏面でドライブしたことがある。また、時折ラケットを反転させ、フォアハンドで裏ソフトラバーからのドライブを使うこともある。

## エピソード
- 現役時代、1度だけ坊主頭にしたことがある。2000年USオープンの男子シングルスで偉関晴光に敗れた直後、頭を丸めた。大会直後のシドニーオリンピックでは坊主姿でプレーし、単複でメダルを獲得した。[要出典]
- 2000年のシドニーオリンピック後に卓球のルール改正があった。ボールが38mmから40mmへの変更。劉国梁使用ラバー（スピンピップス）の改正。サーブ時にフリーハンドでラケットとボールのインパクトの瞬間を隠せなくなる。この3つは劉国梁殺しとよばれ、劉国梁を引退においやったとも言われている[誰によって?]。
- オリンピック男子初の金銀銅を取得したトリプルメダリストである。（女子を含めると喬紅に次いで2人目）

## 主な戦績
- 1992年
  - アジア選手権ニューデリー大会 男子ダブルス ベスト4、混合ダブルス優勝、男子団体優勝
- 1993年
  - 第42回世界選手権イェーテボリ大会 男子ダブルス3位、男子団体準優勝
- 1994年
  - アジア選手権天津大会 男子シングルス準優勝、男子ダブルス優勝（林志剛（英語版）と）、混合ダブルス ベスト4、男子団体優勝
- 1995年
  - 第43回世界選手権天津大会 男子シングルス準優勝、男子ダブルス3位、男子団体優勝
  - 男子ワールドカップ（ニーム） 3位
- 1996年
  - アトランタオリンピック 男子シングルス金メダル、男子ダブルス金メダル（孔令輝と）
  - 男子ワールドカップ（ニーム） 優勝
  - アジア選手権シンガポール大会 男子シングルス準優勝、男子ダブルス優勝（孔令輝と）、混合ダブルス準優勝、男子団体準優勝
- 1997年
  - 第44回世界選手権マンチェスター大会 男子ダブルス優勝（孔令輝と）、混合ダブルス優勝、男子団体優勝
  - ITTFプロツアー・グランドファイナル（1997 香港） 男子ダブルス優勝（孔令輝と）
- 1998年
  - 男子ワールドカップ（汕頭） 4位
  - ITTFプロツアー・グランドファイナル（1998 パリ） 男子シングルス準優勝
  - アジア選手権大阪大会 男子シングルス ベスト4、男子ダブルス優勝（馬琳と）、男子団体準優勝
- 1999年
  - 第45回世界選手権アイントホーフェン大会 男子シングルス優勝、男子ダブルス優勝（孔令輝と）
- 2000年
  - シドニーオリンピック 男子シングルス銅メダル、男子ダブルス銀メダル（孔令輝と）
  - 第45回世界選手権クアラルンプール大会 男子団体準優勝
- 2001年
  - 第46回世界選手権大阪大会 男子シングルス ベスト8、男子ダブルス準優勝（孔令輝と）、混合ダブルス3位、男子団体優勝